# U limuni
"U limuni" è un singolo del gruppo musicale calabrese dei QuartAumentata, pubblicato nel 2023.

## Descrizione
La canzone offre un'ironica narrazione delle tribolazioni morali del protagonista, il quale è combattuto tra la volontà di seguire una rigorosa dieta e le continue tentazioni rappresentate dalle prelibatezze della cucina calabrese. Dopo aver ceduto a una grande abbuffata, l'unica ancora di salvezza per il protagonista è il ricorso al limone, ingrediente fondamentale per diverse preparazioni digestive.
Secondo l'autore, la vicenda è una metafora per invitare ad allontanare la pesantezza e gli ingombri del vivere quotidiano.  
Nel testo vengono citati alcuni prodotti e ricette della cucina calabrese, ed in generale di quella meridionale: la 'Nduja, il pescestocco con le patate, i broccoli affogati, le melanzane ripiene e le melanzane 'mbuttunate.

## Musicisti
- Paolo Sofia - voce, cori
- Peppe Platani - basso
- Salvatore Gullace - chitarra, bouzuky e cori
- Vincenzo Oppedisano - chitarra elettrica
- Federico Placanica - batteria
- Fabio Palmitesta - mandola
- Peppe Stilo - cornamusa e flauto.
- Mario Muscolo - cori
- Vincenzo Bova - cori

## Video musicale
Il video musicale, diretto da Vincenzo Caricari e girato presso un'azienda agricola di Ardore Marina, ripercorre la vicenda narrata nel testo in chiave di commedia grottesca.
Il protagonista è diviso tra i consigli dei grilli parlanti (interpretati dai contadini e dai musicisti), che lo spingono a rimanere fedele alla dieta, e il cattivo esempio di alcuni personaggi grotteschi (un prete, un sindaco con fascia tricolore, un medico con camice), che indulgono nei piaceri di una tavola riccamente imbandita e lo invitano a trasgredire insieme a loro. Alla fine, il protagonista si libera di tutte queste voci contrastanti e sceglie la propria strada.